# Akhand Bharat
Akhand Bharat (transl. India indivisible), también llamado Akhand Hindustan o Akhand Indostán, es un término utilizado para referirse al concepto político de un Mundo indio unificado. El concepto postula la unificación de los estados modernos de Afganistán, Bangladés, Bután, India, Maldivas, Birmania, Nepal, Pakistán, Sri Lanka y Tíbet en una única nación.

## Historia
Durante el movimiento de independencia de la India, Kanaiyalal Maneklal Munshi abogó por el Akhand Indostán, una propuesta con la que Mahatma Gandhi estuvo de acuerdo, creyendo que «como Gran Bretaña quería retener su imperio siguiendo una política de divide y vencerás, la unidad hindú-musulmana no podría lograrse mientras los británicos estuvieran allí». Además, Mazhar Ali Khan escribió que «los hermanos Khan [estaban] decididos a luchar por el Akhand Hindustan, y desafiaron a la Liga a luchar contra el problema ante el electorado de la provincia». El 7 y 8 de octubre de 1944, en Delhi, Radha Kumud Mukherjee presidió la Conferencia de Líderes del Akhand Indostán.
El activista indio y líder del Mahasabha hindú, Vinaiak Dámodar Savarkar, en la 19.ª Sesión Anual del Mahasabha hindú en Ahmedabad en 1937 propuso la noción de un Akhand Bharat que «debe seguir siendo uno e indivisible (...) desde Cachemira hasta Rameswaram, desde el Sind hasta Assam». Dijo que «todos los ciudadanos que deben lealtad y lealtad indivisa a la nación india y al estado indio serán tratados con perfecta igualdad y compartirán deberes y obligaciones por igual en común, independientemente de la casta, credo o religión, y la representación también será sobre la base de un hombre, un voto o en proporción a la población en caso de electorados separados y los servicios públicos irán solo por mérito».

## Uso contemporáneo
La propuesta para la creación del Akhand Bharat o Akhand Indostán ha sido planteado en ocasiones por organizaciones nacionalistas hindúes como el Mahasabha hindú, Rastriya Swayamsevak Sangh (RSS), el Consejo Mundial Hindú, Shiv Sena, Maharashtra Navnirman Sena, Hindu Sena, Hindu Janajagruti Samiti y el Partido Popular Indio. Una organización que comparte este objetivo, la Akhand Hindustan Morcha, lleva el término en su nombre. Otros partidos políticos indios importantes, como el centrista Congreso Nacional Indio, no suscriben el llamado al Akhand Bharat, aunque India reclama formalmente toda la región de Cachemira (dividida territorialmente entre India, Pakistán y China) como parte integral de la India a través de mapas oficiales.
Los mapas de la India anteriores a 1947 muestran una India que incluye los estados modernos de Pakistán y Bangladés como parte de la India británica, dejando entrever unas fronteras de un proto-Akhand Bharat. La creación del Akhand Bharat está ideológicamente concetada a otros conceptos del nacionalismo hindú como el del Hindutva y las ideas de sangathan (en sánscrito: unidad) y shuddhi (en sánscrito: purificación).
El primer capítulo del libro de texto para estudiantes estándar VII de la Rastriya Swayamsevak Sangh de Conocimientos culturales de Toda la India  incluía un mapa que representaba a Pakistán y Bangladés que, junto con la India posterior a la partición, eran territorios que formaban parte de Akhand Bharat y una revista sindical de la misma organización también incluía Nepal, Bután y Birmania.
Mientras que el liderazgo del derechista Partido Popular Indio (BJP) no termina de posicionarse sobre el tema, la RSS siempre ha sido una fuerte defensora de la idea. El libro del líder de la RSS H. V. Seshadri La trágica historia de la partición enfatiza la importancia del concepto de Akhand Bharat. La revista afiliada a la RSS Organiser a menudo publica editoriales de líderes como el actual Sarsanghachalak (líder), Mohan Bhagwat, que adoptan la filosofía de que solo Akhand Bharat y sampoorna samaj (en sánscrito: sociedad unida) pueden traer libertad "real" al pueblo de la India. El llamado a la reunificación india ha sido apoyado por el primer ministro indio Narendra Modi, y el secretario general nacional del BJP, Ram Madhav.

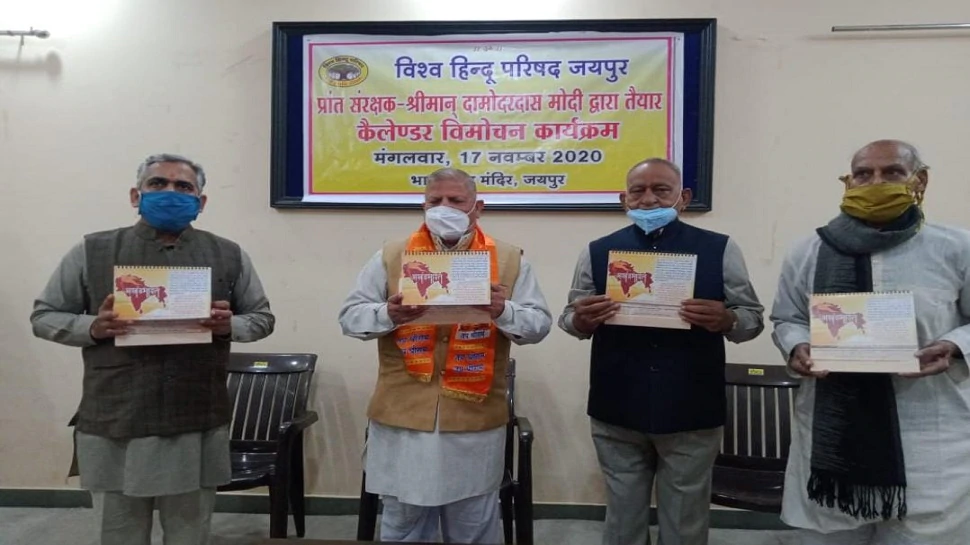
Calendario con el Akhand Bharat hecho por militantes de la RSS presentado el 17 de noviembre de 2020 en Jaipur (India).

En diciembre de 2015, tras la visita diplomática de Narendra Modi a Lahore (Pakistán), el Secretario Nacional del BJP, Ram Madhav, dijo en una entrevista con Mehdi Hassan para Al Jazeera que: «La RSS todavía cree que un día [India, Pakistán y Bangladés], que por razones históricas se han separado hace solo 60 años, volverán a unirse, a través de la buena voluntad popular, y se creará ‘Akhand Bharat’». En marzo de 2019, el líder de la RSS, Indresh Kumar, afirmó que Pakistán se reunificaría con India para 2025, que los indios se establecerían y emigrarían a Lahore y al lago Mana Sarovar en el Tíbet, que se había asegurado un gobierno aliado de la India en Daca (Bangladés) y que se formaría un Akhand Bharat al estilo de la Unión Europea.
El exjuez de la Corte Suprema de la India, Markandey Katju, defendió en el periódico paquistaní The Nation que la única solución a la disputa en curso entre India y Pakistán es la reunificación de India, Pakistán y Bangladés bajo un gobierno fuerte, secular y de mentalidad moderna. Amplió las razones de su apoyo a una India reunificada en un artículo para de Madhu Trehan para Newslaundry; Katju abogó por que tal estado sería administrado por un gobierno secular. Él se desempeña como presidente de la Asociación de Reunificación India (IRA), que busca hacer campaña por esta causa. El ex vice primer ministro indio, Lal Krishna Advani, en abril de 2004, respaldó de manera similar una confederación de las naciones soberanas de India y Pakistán como una poderosa entidad geopolítica que rivalizaría con la Unión Europea, los Estados Unidos de América, la Federación de Rusia y la República Popular de China.
Grupos políticos hindúes nacionalistas como Shiv Sena, han buscado la recuperación de la Cachemira administrada por Pakistán bajo el pretexto de Akhand Bharat, especialmente después de la derogación delos artículos 370 y 35A de la constitución india (eliminando la semiautonomía de Jammu y Cachemira) en agosto de 2019.
El 17 de noviembre de 2020, los activistas de la RSS publicaron un calendario basado en el tema Akhand Bharat. Este calendario fue preparado por el líder regional del Consejo Mundial Hindú en Jaipur.